# Peridontopyge cornuta
Peridontopyge cornuta är en mångfotingart som beskrevs av Demange 1971. Peridontopyge cornuta ingår i släktet Peridontopyge och familjen Odontopygidae. Inga underarter finns listade i Catalogue of Life.